# Économie des Pays de la Loire
La région des Pays de la Loire est la 5e région française par la population, la superficie et la richesse produite :
Il y a plus de 10 ans :
- 3 781 423 habitants en 2018
- 32 000 km² (5,9 % de la superficie de la France)
- 1 363 243 emplois au 31 décembre 2001
- 126 700 entreprises appartenant au secteur marchand au 1er janvier 2002
- 73 715 millions d'euros de produit intérieur brut en 2002 (5e région), soit 22 300 euros par habitant, 4,8 % du PIB national.
- 5 départements : Loire-Atlantique, Maine-et-Loire, Mayenne, Sarthe, Vendée.

## Pôle de compétence
Un pôle de compétence est une région, généralement urbanisée, où s'accumulent des savoir-faire dans un domaine technique, qui peuvent procurer un avantage compétitif au niveau planétaire une fois atteinte une masse critique. La prospérité ainsi apportée tend à se propager aux autres activités locales, notamment de service et de sous-traitance.

## Principaux secteurs

### Industrie
Au XIXe siècle, la métallurgie et la construction navale sont venues dans l’estuaire de la Loire renouveler l’ancienne économie agricole.
La pêche et l'agriculture sont cependant encore fortement présentes dans cette région. La force et la stabilité de l’économie régionale sont dues à la diversité de ses secteurs industriels comme à l’essor des activités de service.
La région se situe au premier rang national pour la création d’entreprises. Ce qui explique la prédominance des PME-PMI, qui construisent une offre de sous-traitance industrielle séduisant de nombreux donneurs d’ordres, en France comme à l’international.
En bref :
- 5e région économique de France
- 70 milliards d’euros de PIB (4,7 % du PIB national) en 2002
- 1363 243 emplois (au 31/12/2001)
- 3000 entreprises au 01/01/2001 (4,6 % du parc national)
- 1re région française pour la construction navale
- 2e région française pour l’agriculture, la pêche, l’aéronautique
- 4e région de destination des séjours touristiques français
- 6e région française pour le nombre d’entreprises artisanales
- 8e région exportatrice
- 60 % de l’emploi salarié dans le secteur tertiaire

La région concentre 19 grandes écoles d'enseignement supérieur, dont les Mines, Centrale, Polytech, Audencia, ESEO, Essca, Esa...

### Agricultureetviticulture,Horticulture,PêcheetAgroalimentaire

#### Petites régions agricoles des Pays de la Loire
Les départements français sont divisés en Région agricole française en petites régions agricoles (PRA) depuis 1946. Liste des PRA de la région des Pays de la Loire. Plusieurs PRA sont contiguës sur deux ou trois départements : Bocage angevin (Loire-Atlantique, Maine-et-Loire et Mayenne), Marais breton (Loire-Atlantique et Vendée), Haut bocage (Loire-Atlantique, Maine-et-Loire et Vendée), et Bas bocage et Gâtine (Loire-Atlantique et Vendée).
- Loire-Atlantique
  - 44104 - Pays de Châteaubriant (Appartenant au bassin de production : Bocage de l'Ouest)
  - 44105 - Plateau boisés nantais (Appartenant au bassin de production : Bocage de l'Ouest)
  - 44106 - Estuaire de la Loire (Appartenant au bassin de production : Bas Bocage)
  - 44107 - Région urbaine et maraîchère de Nantes (Appartenant au bassin de production : Bas Bocage)
  - 44108 - Pays de Retz (Appartenant au bassin de production : Bas Bocage)
  - 44356 - Bocage angevin (Appartenant au bassin de production : Bocage de l'Ouest)
  - 44365 - Marais breton (Appartenant au bassin de production : Bas Bocage)
  - 44368 - Bas bocage et Gâtine (Appartenant au bassin de production : Bas Bocage)
  - 44373 - Haut Bocage (Appartenant au bassin de production : Bocage et Gâtine)

- Maine-et-Loire
  - 49344 - Val de Loire (Appartenant au bassin de production : Gâtines Vallées de Loire)
  - 49345 - Beaugeois (Appartenant au bassin de production : Gâtines Vallées de Loire)
  - 49347 - Saumurois (Appartenant au bassin de production : Gâtines Vallées de Loire)
  - 49356 - Bocage angevin (Appartenant au bassin de production : Bocage de l'Ouest)
  - 49373 - Haut Bocage (Appartenant au bassin de production : Bocage et Gâtine)

- Mayenne
  - 53095 - Région d'embouche de l'Erve (Appartenant au bassin de production : Champagne du Maine)
  - 53096 - Région de polyculture de Laval (Appartenant au bassin de production : Bassin de Rennes)
  - 53356 - Bocage angevin (Appartenant au bassin de production : Bocage de l'Ouest)
  - 53357 - Région de Fougères et de la Mayenne (Appartenant au bassin de production : Champagne du Maine)

- Sarthe
  - 72089 - Vallée de la Sarthe et Région Mancelle (Appartenant au bassin de production : Région Mancelle)
  - 72090 - Belinois (Appartenant au bassin de production : Région Mancelle)
  - 72091 - Plateau calaisien (Appartenant au bassin de production : Région Mancelle)
  - 72092 - Champagne mancelle (Appartenant au bassin de production : Région Mancelle)
  - 72093 - Bocage sabolien (Appartenant au bassin de production : Champagne du Maine)
  - 72094 - Saosnois (Appartenant au bassin de production : Perche Pays d'Ouche)
  - 72350 - Vallée du Loir (Appartenant au bassin de production : Gâtines Vallées de Loire)
  - 72351 - Perche (Appartenant au bassin de production : Perche Pays d'Ouche)
  - 72354 - Bocage normand (Appartenant au bassin de production : Cotentin)
  - 72355 - Plaine normande (Appartenant au bassin de production : Plaine Normande)

- Vendée
  - 85110 - Bocage de Chantonnay (Appartenant au bassin de production : Bocage et Gâtine)
  - 85365 - Marais breton (Appartenant au bassin de production : Bas Bocage)
  - 85366 - Entre plaine, Bocage et Gâtine (Appartenant au bassin de production : Bocage et Gâtine)
  - 85368 - Bas bocage et Gâtine (Appartenant au bassin de production : Bas Bocage)
  - 85369 - Marais poitevin desséché (Appartenant au bassin de production : Marais Poitevin)
  - 85370 - Marais poitevin mouillé (Appartenant au bassin de production : Bocage et Gâtine)
  - 85371 - Plaine niortaise et vendéenne (Appartenant au bassin de production : Aunis)
  - 85373 - Haut Bocage (Appartenant au bassin de production : Bocage et Gâtine)

#### Agricultureetviticulture
Au 2e rang national  (10 % de la production française)[réf. nécessaire], l’agriculture des Pays de la Loire est puissante, d’abord par les productions animales (bovins, lait, porc et volaille). Mais aussi par des filières de qualité, où elle est au premier rang avec 106 Label Rouge, 31 AOC et 60 000 hectares dédiés aux productions bio. Sans oublier le leadership européen de l’Anjou en horticulture.
Les Pays de la Loire couvrent 85 % de la production de mâche en France et sont les premiers producteurs européens, devant l’Allemagne et l’Italie. Une partie des 20 000 tonnes produites chaque année est exportée en Allemagne, au Royaume-Uni, en Belgique, au Luxembourg et en Suisse.
Également région viticole, la région des Pays de la Loire est :
- 1er producteur de vins blancs
- 1re région AOC de vins à fines bulles
- 3e vignoble de France par sa production
- 4e vignoble de France par sa surface
- 63 appellations d’origine contrôlée

#### Horticulture
Les Pays de la Loire sont la première région horticole de France, avec une production de près de 20 % de la production nationale. 
Le secteur horticole de la région compte 600 entreprises et concerne près de 6000 emplois. Ce secteur d'activité génère plus de 600 millions d'euros de chiffres d'affaires. 
Angers demeure la capitale horticole de la France, avec son pôle de compétitivité Végépolys. L'Anjou regroupe d'importantes sociétés pépiniéristes. La production de plantes, fleurs et arbustes est exportée dans le monde entier. 
Le pays nantais est la région par excellence de la production nationale du muguet.

#### Pêcheetaquaculture
Les Pays de la Loire se classent également au 2e rang des régions françaises pour la pêche. Le dynamisme de ce secteur s’observe par une évolution continuelle des aquacultures, tant sur le littoral qu’en marais maritimes, avec les écloseries de mollusques, l’élevage de turbots ou de bars, la culture d’algues.
Le sel de Guérande est également le leader mondial sur le marché des sels de terroir avec des exportations dans le monde entier.

#### Agroalimentaire
L’agroalimentaire est un employeur industriel important pour la région avec 50 000 salariés. Les filières de la viande et du lait prédominent. Des groupes internationaux, tels Danone ou Bahlsen, sont présents aux côtés d’entreprises régionales :Sodebo, Lactalis, Fleury Michon, Brioche Pasquier, LDC, Celia, Socopa, prestige de la sarthe, groupe cosnelle.
L’agroalimentaire des Pays de la Loire est toujours en évolution. Jetant des ponts entre l’agronomie, la chimie, la biogénétique, les process industriels ou encore la santé, les efforts de la recherche sont incessants et trouvent des applications concrètes dans les entreprises.
La région des Pays de la Loire est la deuxième région de France pour les industries agroalimentaires.
Les Pays de la Loire sont au premier rang des régions françaises pour les signes de qualité des produits agricoles ou agroalimentaires tant pour les conditions de production que pour les produits eux-mêmes :
- 1re région française en produits sous Label Rouge
- 39 AOC (Appellations d’origine contrôlée), dont 37 pour les vins et une pour le bœuf Maine-Anjou
- 2e rang français de surfaces certifiées en agriculture biologique : plus de 115 000 hectares bio et en conversion[3]

Les produits vedettes :
Les biscuits LU, les rillettes du Mans, les sardines de Vendée, les camemberts Président, les liqueurs Cointreau, le muguet de mai, la mâche nantaise, les sels de Guérande et de Noirmoutier, les vins du Val de Loire, La gâche et la brioche vendéenne …

### Enseignement supérieur
Les Pays de la Loire disposent d’un immense campus de plus de 100 000 étudiants, parmi lesquels de nombreux étudiants étrangers. Les principales villes régionales favorisent l’accès à trois universités (Angers, Nantes et Maine) et à l’Université catholique de l'Ouest à Angers ainsi qu’à 19 grandes écoles d’ingénieurs ( Agrocampus Ouest, ESEO, Mines, Arts et Métiers...), de commerce (Audencia, Essca), et d'autres domaines (architecture, vétérinaire...). 
À La Roche-sur-Yon, l'Institut Catholique d'Études Supérieures (ICES) développe un concept d’éducation innovant, celui d’une École Universitaire qui s’appuie sur un outil de formation performant qui passe, par exemple, par l’adaptation des méthodes de travail des grandes écoles aux formations universitaires : petites promotions, contrôle des connaissances régulier...
Les pôles universitaires de Nantes, Angers et Le Mans sont présents à travers des antennes délocalisées dans la plupart des villes moyennes. Au-delà de sa spécialisation historique concentrée autour de l’agroalimentaire, la recherche régionale s’est en effet développée autour de nombreux pôles d’excellence, animés par les universités et grandes écoles, souvent reconnues au niveau international.
Les établissements de la région multiplient les coopérations et projets internationaux, du simple échange d’étudiants jusqu’aux diplômes construits en commun, que les étudiants obtiennent via des séjours croisés sur différents campus, en passant par les programmes de recherche.

### Autres filières

#### Bois
Les Pays de la Loire ont développé une forte industrie du bois et de l’ameublement. Au total, le secteur représente plus de 25 000 emplois, soit environ 25 % des emplois nationaux de la charpente-menuiserie et 15 % de ceux du meuble. Il bénéficie également de l’expertise de l'École Supérieure du Bois qui forme des ingénieurs généralistes dans les métiers et techniques du bois.
De plus, un événement mondial réunit tous les deux ans à Nantes les professionnels : le Carrefour international du bois.
- Gautier, entreprise de meuble haut de gamme.

#### Électronique
Employant plus de 28 000 salariés répartit entre les fabricants de matériels et de composants
électroniques ou informatiques, l’électronique, au sens large, est le second employeur industriel.
NEC, Thomson Electronics, Motorola, Alcatel, Philips et autres figurent parmi les grands noms.

#### Plasturgie
Les Pays de la Loire sont la deuxième région française de la plasturgie, avec 12 000 salariés et plus de 250 établissements.
Au service des filières automobile ou agroalimentaire, par exemple, l’ensemble des techniques sont représentées, en particulier autour des nouveaux matériaux composites.
Quelques grands noms : Hutchinson, Manducher, Michelin, Draftex, Nicoll

#### Mécanique
La filière Mécanique Métallurgie est le premier employeur régional (120 000 emplois) et regroupe 40 % des effectifs industriels régionaux.
Alors que globalement, le classement des principales régions mécaniques / métallurgiques françaises reflète le classement des régions les plus peuplées, fait remarquable, les Pays de la Loire, 5e région française par son nombre
d’habitants, 5e région par l’importance de sa population active, se situe sur le podium des trois premières régions mécaniques / métallurgiques de l’Hexagone.
Pays de la Loire est leader national (en nombre d'emplois) dans la fabrication d'éléments en métal pour la construction, dans la fabrication de machines agricoles et dans la construction navale.
La région bénéficie d’un atout formidable grâce à la grande diversité de ses métiers et de ses marchés. L’activité ne manque pas. Beaucoup d’entreprises se différencient par la production de produits propres, de grands donneurs d’ordres régionaux s’inscrivent sur des marchés porteurs, les sous-traitants ont une charge de travail importante, quelques fabricants sont leaders sur des  marchés de niches.
Quelques entreprises de renom : Manitou, Toyota Industrial Equipement SA, Bobcat, Lucas G, Grégoire Besson, Bucher Vaslin, Theam SA, Allio, Acmar, Secmair, Thyssen-Krupp, Vensys, Johnson Controls Iindustries,  Axima Réfrigération France, Matal SA, Defontaine…

#### Services
Les services sont surtout représentés par le groupe MMA, 4e assurance française, implantée en très grande partie au Mans.

#### Aéronautique
La région constitue le 3e pôle français avec la présence, à Nantes et à Saint-Nazaire, de deux usines Airbus qui fabriquent les premières pièces constitutives des avions Airbus.

#### Naval
Les Pays de la Loire se situent en première place des régions françaises dans ce secteur. Un rang de leader acquis grâce aux Chantiers de l'Atlantique pour la construction, DCN Indret pour la propulsion marine, le groupe Bénéteau avec Bénéteau et Jeanneau, numéro 1 mondial pour les bateaux de plaisance.

#### Mode
Première région française de fabrication de chaussures, avec en particulier les usines d’Eram, numéro 1 européen. Les industriels de l’habillement, façonniers privilégiés de la haute couture parisienne et leaders de la mode enfantine (Catimini, IKKS, Children worldwide fashion) luttent pour se maintenir, et proposent leur créativité et leur savoir-faire.

#### Sports
Les Pays de la Loire est une région sportive :
- Football, le Football Club de Nantes (ligue 1) étant un grand club historique du championnat de France avec 8 titres de champion de France, 3 coupes de France et 2 trophées des champions. Le club d'Angers Sporting Club de l'Ouest évolue également en ligue 1 depuis 2015, et s'est hissé jusqu'à la finale de la Coupe de France en 2017.Le Mans Football Club évolue dans le championnat de France de ligue 2.

- Basket, il y a le club de Cholet Basket, double vainqueur de la coupe de France, Le Mans Sarthe Basket aussi double vainqueur de la coupe de France et quadruple champion de France, ces deux clubs sont en pro A.

## Répartitiongéographiquedes savoirs
- La Santé à Nantes et Angers
- L’Agroalimentaire et le Végétal à Nantes, Angers, Le Mans
- Les Matériaux et la Mécanique à Nantes, Angers, Le Mans
- Les Sciences et techniques de l’information à Nantes, Angers, Le Mans
- La Mécanique automobile de course au Mans
- La Médecine et la Physique nucléaire à Angers et Nantes
- Le génie naval à Nantes-Saint-Nazaire
- L’Acoustique au Mans
- L’Électronique et la Réalité virtuelle à Angers et Laval.

### Sources
- Site des Pays de la Loire
- Chambre de commerce et de l'industrie des Pays de la Loire